# Роберто Фернандес Урбієта
Роберто Фернандес Урбієта (ісп. Roberto Fernández Urbieta, нар. 7 червня 2000, Консепсьйон, Парагвай) — парагвайський футболіст, центральний захисник російського клубу «Динамо» (Москва).

## Ігрова кар'єра

### Клубна
Роберто Фернандес є вихованцем столичного клубу «Гуарані», де у 2019 році він дебютував на професійному рівні.
Влітку 2022 року захисник перейшов до російського клубу «Динамо» (Москва), з яким підписав п'ятирічний контракт. 30 липня у матчі проти воронезького «Факела» Фернандес зіграв свою першу гру у російському чемпіонаті. 28 квітня 2023 року футболіст також взяв участь у матчі проти «Факела», який був присвячений сторіччю клуба.

### Збірна
У складі юнацької збірної Парагваю (U-17) Роберто Фернандес у 2017 році брав участь у юнацькій першості Південної Америки, що проходила в Чилі. В тому ж році футболіст зіграв на юнацькому чемпіонаті світу в Індії.
У 2019 році разом з молодіжної збірною Парагваю Фернандес грав на молодіжній першості континенту, яка також проходила в Чилі.